# 日野站 (長野縣)
日野站（日语：／ Hino eki */?）是位於長野縣須坂市大字小山，長野電鐵的長野線車站。車站編號為N12。

## 歷史
- 1926年（大正15年）
  - 6月28日：長野電氣鐵道車站啟用[1]。
  - 9月30日 - 河東鐵道與長野電氣鐵道合併，長野電鐵成立。
- 1944年（昭和19年）1月11日 - 車站暫停使用[1]。
- 1987年（昭和62年）10月8日 - 車站重開，並遷移至靠近須坂一方[1]。

## 車站構造
車站是一座地面車站，設有1面1線單式月台。此站設有簡單候車室，同時為無人車站。在車站重開時候，此站設有長野電鐵線首部乘車站證明書發行機。現時站內設置了自動售票機。在1944年（昭和19年）1月11日，當於戰時需要省電，因此車站暫停服務，在暫停前車站位於現址靠近村山一方（平交道旁），當時為站員配置車站。現時還保存了舊站月台牆壁。

## 使用狀況
以下為近年1日平均乘車人次變化。
| 年度   | 一日平均 乘車人次 |
| ------ | ----------------- |
| 2007年 | 142               |
| 2008年 | 145               |
| 2009年 | 161               |
| 2010年 | 162               |
| 2011年 | 162               |
| 2012年 | 161               |
| 2013年 | 163               |
| 2014年 | 182               |
| 2015年 | 191               |
| 2016年 | 209               |
| 2017年 | 205               |
| 2018年 | 210               |
| 2019年 | 198               |

## 車站周邊
- 國道406號（日语：国道406号）
- 須坂市立日野小學

## 相鄰車站
長野電鐵
■長野線
■A特急、■B特急
通過
■普通
村山（N11）－日野（N12）－須坂（N13）

## 注腳
1. 1 2 3 4 5 6 7 8 9 10 11 12 13 14  信濃毎日新聞社出版部. . 信濃毎日新聞社. 2011-07-24: 276. ISBN 9784784071647 （日语）.
2. ↑  《須坂市之統計》各年度版。

## 外部連結
- 日野站｜各站資訊 （页面存档备份，存于）（日語） - 長野電鐵